# Sauce de Luna
Sauce de Luna é um município da província de Entre Ríos, na Argentina.